# I'll Follow the Sun
I'll Follow the Sun (Lennon/McCartney) är en låt av The Beatles från 1964.

## Låten och inspelningen
Ursprunget till I'll Follow The Sun är en mycket tidig komposition av i huvudsak Paul McCartney. Låten finns med bland de amatörinspelningar de tre gitarristerna John Lennon, Paul McCartney och George Harrison gjorde tillsammans med den nya och oerfarne basisten Stuart Sutcliffe gjorde någon gång på våren 1960. En del av dessa amatörupptagningar - dock inte I'll Follow The Sun - finns med på dubbel-CD:n Anthology 1 1995. Inspelningen har dock funnits tillgänglig på s.k. bootleg, dvs. piratskiva. Amatörupptagningarna från 1960 beskrivs mer ingående i Hans Olof Gottfridssons bok Beatles - From Cavern to Star-Club: The Illustrated Chronicle, Discography & Price Guide 1957-1962.
Ian MacDonald hävdar i boken En revolution i huvudet att Paul McCartney skrev I'll Follow The Sun vid Beatles första besök i Hamburg 1960. Men amatörbanden avslöjar att låten är tidigare än så.
Beatles spelade den 18 oktober 1964 in en delvis ny version, som kom med på LP:n Beatles for Sale - utgiven i England den 4 december 1964. I USA kom låten med på LP:n Beatles '65, som gavs ut 15 december 1964. De amerikanska LP-skivorna på EMI-etiketten Capitol hade delvis annan låtsammansättning och ibland också andra titlar än de europeiska skivorna. Beatles '65 motsvarar i huvudsak den europeiska Beatles For Sale.